# Адамс, Трейси
Тре́йси А́дамс (англ. Tracey Adams; род. 7 июня 1958, Северна-Парк, Мэриленд, США) — американская порноактриса
.

## Начало взрослой жизни
Адамс была членом студенческого сообщества, учась в колледже близ Балтимора, Мэриленд, и стала диджеем на радио. Не интересуясь сексом и мужчинами в подростковом возрасте, она оставалась девственницей до 20 лет. В 1981 году она переехала на Западное побережье, где выступала на школьном радио. Адамс некоторое время работала на небольших радиовещательных станциях, в том числе на станции Сан-Диего Университета Калифорнии в ночную смену с полуночи до 6 утра.
С трудом сводя концы с концами, в 1983 году Адамс начала действовать более «прямо», продолжая посещать школу. Позже она исполняла различные роли топлес в фильмах категории «B», таких как «Затерянный мир». Не в состоянии оплатить последний семестр своего обучения в музыкальном институте Голливуда, она сначала позировала обнажённой для многих журналов «для взрослых», а затем пришла в порноиндустрию. Впервые Адамс поучаствовала в сцене секса в фильме «Make My Night» 1985 года.

## Карьера порноактрисы
Адамс работала в индустрии порнофильмов в течение 16 лет с 1983 по 1999 годы и за это время сыграла более чем в 200 фильмах.
Режиссёр порнофильмов Джон Стэглиано делал сцены с показом ягодиц Адамс, сняв серию фильмов «Buttman». На клипах показаны руки и колени Адамс, задранные высоко вверх. «Съёмки длились всего несколько секунд, — говорил Стэглиано, — но я тогда знал, что хочу сделать». В 1990 году Адамс завоевала премию AVN в номинации «за лучшее дразнящее исполнение», снявшись в фильме Стэглиано «Adventures Of Buttman».
В 1987 году «Adam Film World» писал о ней, что Адамс может «удерживать в себе персонажей, которых могли бы попытаться играть лишь несколько порноактрис по отдельности: она убедительна в роли образованной, культурной, воспитанной женщины; она может сыграть успешного писателя (Ласт в „Восточном экспрессе“); богатой и светской дамы („Грехи богатых 2“); индийской принцессы („Мягкий, тёплый дождь“); матери мальчика-подростка („Сексуальная одиссея 2002 года“); мерзкой проститутки („Жаклин“)».
Адамс оставляла порноиндустрию на короткое время в конце 1980-х годов, пытаясь получить роли категории R в фильмах категории B.
В 1991 году об Адамс была написана статья в «Los Angeles Times». Также Адамс является членом Зала Славы AVN.

## Премии и номинации
- Зал славы AVN Awards[6]
- Зал славы XRCO[7]
- Зал славы легенд эротики
- AVN в 1988 году за лучшую сексуальную парную сцену в фильме Made In Germany[8]
- AVN в 1990 году за лучшее дразнящее исполнение в фильме «Adventures of Buttman»[8]